# Viera Blech
Viera Blech ist eine im Jahr 2004 gegründete Blasmusikformation aus Tirol. Der Stil der Gruppe zeichnet sich durch Eigenkompositionen aus, ergänzt durch Interpretationen von Popsongs. Sie spielt Arrangements bekannter Blasmusikliteratur bis hin zu Songs aus Pop, Rock und anderen Genres. Die Formation besteht ausschließlich aus studierten Musikern, die parallel als Instrumentallehrer oder freischaffende Künstler tätig sind. Bandleader ist Martin Scharnagl.

## Namensherkunft
Viera Blech setzte sich ursprünglich aus vier Musikern zusammen. Daraus leitet sich auch der Name der Gruppe ab. „Viera“ ist ein Wort aus dem Tiroler Dialekt für die Zahl Vier, während „Blech“ die Besetzung beschreibt, die damals aus vier Blechblasinstrumenten bestand. Die Gründungsmitglieder sind Martin Scharnagl (Tuba), Bernhard Achhorner (Trompete), Michael Schweinester (Trompete) und Helmut Gründler (Tenorhorn).

## Bandgeschichte
Viera Blech wurde 2004 in Kössen gegründet. Die Musiker, alle aus Tirol und Salzburg, hatten sich durch das Musikstudium kennengelernt. Als im Mai 2006 die erste dreitägige Konzertreise nach Deutschland bevorstand, wurden noch zwei weitere Musiker aufgenommen: Posaunist Alois Eberl aus Oberndorf und Schlagzeuger Christian Bernert aus Reith im Alpbachtal. Im Herbst 2006 erschien in Zusammenarbeit mit der Plattenfirma MCP der erste Tonträger „Junge Kameraden“, der im hauseigenen Tonstudio produziert wurde. Zur gleichen Zeit stieß der Salzburger Trompeter Alexander Wartner, der damals gerade sein Musikstudium in Innsbruck begonnen hatte, zu der Gruppe und feierte sein Debüt auf dieser CD. Im Februar 2007 folgte eine Einladung zum Musikantenstadl in die Schweiz, bei dem die Gruppe als Nachwuchskünstler den zweiten Platz belegte. Ein Auslandsauftritt erfolgte im „Tirol Berg“ im Rahmen der alpinen Skiweltmeisterschaften 2007 im schwedischen Åre.
Michael Schweinester, Helmut Gründler und Christian Bernert verließen im März 2007 die Gruppe. Die Nachbesetzung erfolgte anschließend mit dem Tubisten Josef Hofer aus Oberndorf bei Kitzbühel und dem Posaunisten Simon Wildauer aus dem Zillertal. Letztgenannter war nur ein Jahr dabei. Im Frühjahr 2008 wurde der Posaunist Peter Strele aus Mutters aufgenommen, der am Mozarteum in Salzburg studierte. Beim Wettbewerb „Böhmische Klänge“ im April 2008, bei dem internationale Blasmusikgrößen wie Vlado Kumpan in der Jury saßen, belegte Viera Blech mit Eigenkompositionen und Eigenarrangements den 2. Platz. Im Sommer 2008 folgte die zweite CD-Eigenproduktion, Made in Tirol.
Im Jahr 2009 folgten neben Auftritten in Österreich Konzertreisen nach Belgien, Holland, Deutschland, Italien, in die Schweiz und Dänemark. Im Sommer 2009 wurde die dritte CD, „laTyrolian Story“, in Zusammenarbeit mit der Plattenfirma Tyrolis veröffentlicht. Von Jänner 2009 bis zum Frühjahr 2011 war der Trompeter Herbert Zimmermann, der als Berufsmusiker im Symphonieorchester des Bayerischen Rundfunks in München tätig ist, bei Viera Blech dabei. Im Jahr 2010 verließ das Gründungsmitglied Bernhard Achhorner die Band und wurde für ein Jahr von Hannes Oblasser aus Osttirol ersetzt. Im Frühjahr 2011 erfolgte ein weiterer Besetzungswechsel.
Seit dem ersten Woodstock der Blasmusik im Jahr 2011 tritt Viera Blech dort alljährlich auf.
Anfang Januar 2012 veröffentlichte die Gruppe ihre vierte CD „Der Bär groovt“. Das Album wurde von den Musikern im Tonstudio selbst produziert, der Vertrieb erfolgt durch die Plattenfirma Tyrolis. Am 8. Februar 2014 wurde anlässlich des zehnjährigen Bestandsjubiläums das fünfte Album „10 Jahre“ veröffentlicht, das von den Musikern selbst produziert wurde. Im zweijährigen Turnus folgten die Alben „Neue Wege“ und „Priority“ und „Serious?“. Im März 2021 wurde in Zusammenarbeit mit dem Musikverlag Rundel und der Plattenfirma Tyrolis ein Play-Along-Heft mit den 15 erfolgreichsten Stücken von Viera Blech herausgebracht. Am 1. April 2022 erschien das neunte Album „Typisch Untypisch“.
Im Jahr 2024 feiert die Gruppe ihr 20-jähriges Bestehen, zu diesem Anlass erschien Mitte April 2024 die Jubiläums-Produktion 20, das mittlerweile zehnte Album der Blasmusikformation.

## Diskografie
- 2006: Junge Kameraden (Eigenproduktion/MCP)
- 2008: Made in Tirol (Eigenproduktion/MCP)
- 2009: laTYROLIAN Story (Eigenproduktion/Tyrolis)
- 2012: Der Bär groovt (Eigenproduktion/Tyrolis)
- 2014: 10 Jahre (Eigenproduktion/Tyrolis)
- 2016: Neue Wege (Eigenproduktion/Tyrolis)
- 2018: Priority (Eigenproduktion/Tyrolis)
- 2020: Serious? (Eigenproduktion/Tyrolis)
- 2022: Typisch Untypisch (Eigenproduktion/Tyrolis)
- 2024: 20 (Tyrolis/17-Studios)